# Jeremy Affeldt
Jeremy David Affeldt (né le 6 juin 1979 à Phoenix, Arizona, États-Unis) est un lanceur de relève gaucher de baseball qui évolue dans les Ligues majeures de 2002 à 2015. 
Au cours de sa carrière de 14 saisons, il s'illustre particulièrement chez les Giants de San Francisco, pour qui il maintient une moyenne de points mérités de 3,06 en 7 saisons, de 2009 à 2015. Il fait partie des équipes des Giants championnes des Séries mondiales de 2010, 2012 et 2014. De 2010 à 2014, il lance 22 manches éliminatoires consécutives sans accorder de point, la seconde séquence la plus longue de l'histoire. Sa moyenne de points mérités d'à peine 0,86 en 31 manches et un tiers en séries éliminatoires est la 3e meilleure de l'histoire pour un releveur.

## Carrière
Jeremy Affeldt est repêché en 3e ronde par les Royals de Kansas City en 1997. Il joue son premier match dans les majeures avec cette équipe le 6 avril 2002. 
Il joue à Kansas City jusqu'en 2006 et est transféré aux Rockies du Colorado en cours de saison. Après la saison 2007, il signe un contrat comme agent libre avec les Reds de Cincinnati, pour qui il ne joue qu'une saison. 

### Giants de San Francisco

#### Saison 2009
En 2009, il se joint aux Giants de San Francisco. Utilisé pour préparer l'entrée dans le match du stoppeur Brian Wilson, il présente une excellente moyenne de points mérités de 1,73 en 74 matchs et 62 manches et un tiers lancées pour San Francisco à sa première saison avec cette équipe.

#### Saison 2010
Le 28 mars 2010, les Giants récompensent Affeldt en lui accordant une augmentation de salaire de 500 000 dollars. Il touchera 4,5 millions en 2010 et 2011 et le club possède une option de 5 millions sur son contrat pour 2012. Il remporte la Série mondiale 2010 avec San Francisco.

#### Saison 2011
En 2011, il est envoyé au monticule en 67 occasions par les Giants et il présente une excellente moyenne de points mérités de 2,63 en 61 manches et deux tiers lancées. Sa saison prend fin en septembre après une intervention chirurgicale pour soigner la blessure qu'il s'inflige hors du terrain : en essayant de décoller deux boulettes à hamburger congelées lors d'un barbecue, le lanceur gaucher se tranche la main droite avec un couteau si profondément que les nerfs sont touchés.

#### Saison 2012
Il réédite sa belle saison 2011 presque en tout point en 2012 : moyenne de points mérités de 2,70 en 63 manches et un tiers lancées, avec une victoire, deux défaites et trois sauvetages en 67 parties. En mai, Affeldt se retrouve encore une fois sur la liste des blessés après un incident inusité survenu hors du terrain : en rentrant chez lui après un match, son fils Walker, qui n'a que 4 ans mais pèse déjà 27 kg (60 livres) pour 1 mètre 37 (4 pieds et 6 pouces), lui saute dessus et le blesse aux ligaments du genou droit. Affeldt n'accorde aucun point en 10 manches et un tiers lors de 10 sorties en éliminatoires et savoure la conquête de la Série mondiale 2012 avec San Francisco.
En novembre 2012, il signe un nouveau contrat de 18 millions de dollars pour 3 ans avec les Giants.

#### Saison 2013
À l'image de son club, Affeldt connaît une saison 2013 éprouvante : sa moyenne grimpe à 3,74 en 33 manches et deux tiers lancées, avec une seule victoire et 5 défaites. Il subit une blessure à l'aine le 20 juillet et par la suite ne joue qu'un seul match, vers la mi-septembre, pour un total de 39 parties jouées cette année-là.

#### Saison 2014
Il connaît une brillante saison 2014 avec sa seconde meilleure moyenne de points mérités depuis son entrée dans les majeures : 2,28 en 55 manches et un tiers. Il gagne quatre matchs et en perd deux en 62 sorties. En éliminatoires, il blanchit Washington en une manche et deux tiers en Série de divisions, puis ne donne pas de point à Saint-Louis en 4 manches et deux tiers en Série de championnat 2014 de la Ligue nationale, alors que les Giants se qualifient pour la Série mondiale 2014.
Il est le lanceur gagnant du 7e et dernier match de la finale, que les Giants remportent sur les Royals de Kansas City pour leur troisième titre en cinq saisons. 
Après avoir blanchi les Royals en 5 manches et un tiers au total lors de 4 présences en Série mondiale, Affeldt réalise des séries éliminatoires 2015 immaculées et prolonge à 22 sa séries de manches éliminatoires sans accorder de point, une séquence amorcée lors du 3e match de la Série mondiale 2010, qui est la seconde plus longue de l'histoire après celle, record, de 34 manches par Mariano Rivera de 1998 à 2000. 
La moyenne de points mérités de 0,86 maintenue par Affeldt en 31 manches et un tiers lancées au total pour Colorado en 2007 et pour les Giants de 2010 à 2014 est la troisième meilleure de l'histoire par un releveur en éliminatoires après Mariano Rivera (0,70 de 1995 à 2011) et Harry Breechen (0,83 de 1943 à 1946). 

#### Saison 2015
En 2015, Affeldt effectue 52 apparitions au monticule pour les Giants. En 35 manches et un tiers, sa moyenne de points mérités s'élève à 5,86. C'est sa plus élevée en une saison depuis 2006. Son année est marquée par des maux à l'épaule et par une autre blessure inusitée subie hors du terrain, cette fois une luxation de la rotule gauche qu'il s'inflige en débarquant d'un canot pneumatique.
À quelques jours de la fin de la saison 2015 des Giants, il annonce sa retraite au terme d'une carrière de 14 saisons dans les majeures.

## Après-carrière

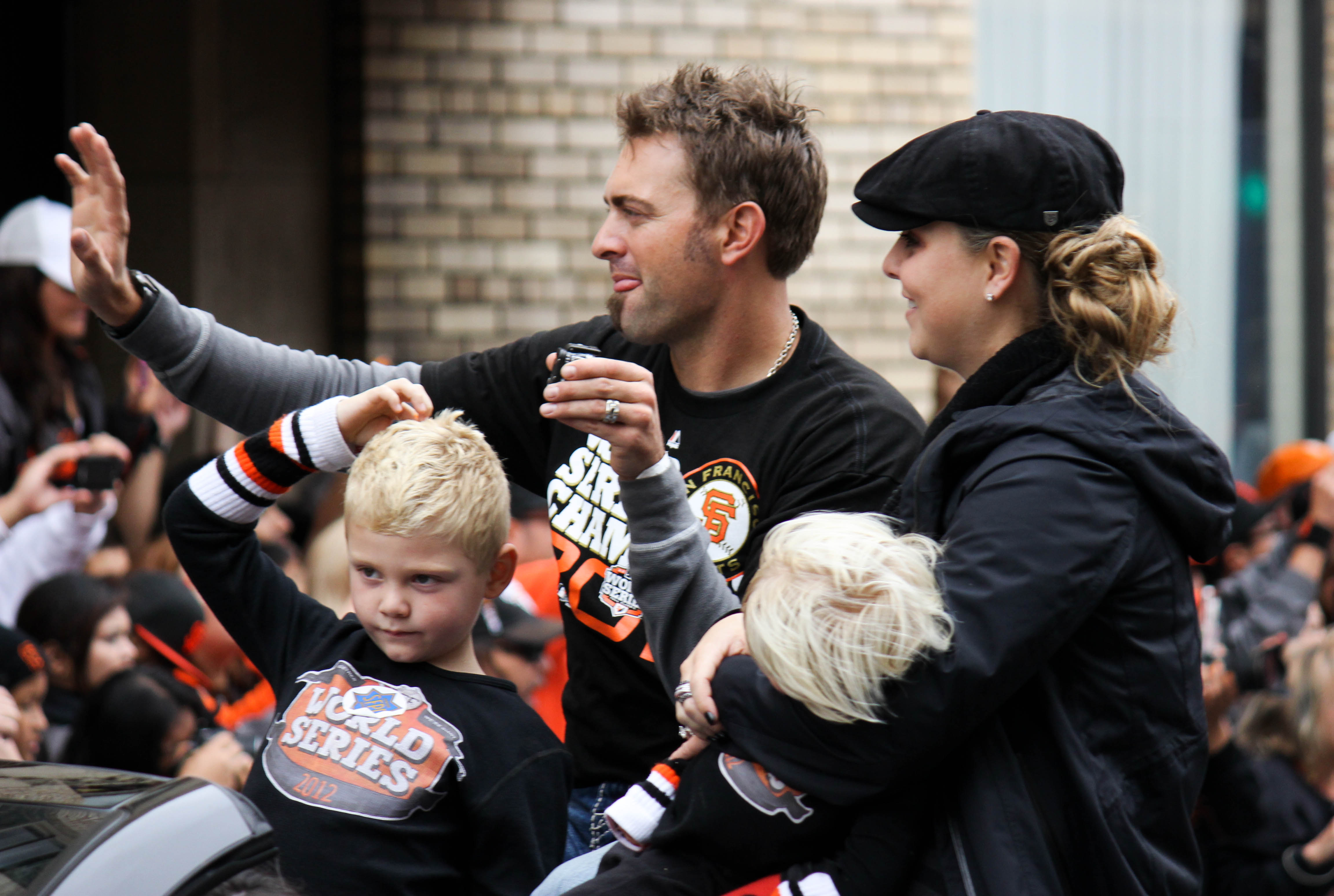
Jeremy Affeldt.

Affeldt débute une seconde carrière dans les médias comme analyste en studio pour Comcast SportsNet Bay Area en 2016 et en 2017 sert de commentateur pour certains matchs des Giants comme suppléant de Mike Krukow.

## Statistiques
| Saison | Équipe        | G   | GS | CG | SHO | V  | D  | SV | IP    | SO  | ERA  |
| ------ | ------------- | --- | -- | -- | --- | -- | -- | -- | ----- | --- | ---- |
| 2002   | Kansas City   | 34  | 7  | 0  | 0   | 3  | 4  | 0  | 77.2  | 67  | 4,64 |
| 2003   | Kansas City   | 36  | 18 | 0  | 0   | 7  | 6  | 4  | 126.0 | 98  | 3,93 |
| 2004   | Kansas City   | 38  | 8  | 0  | 0   | 3  | 4  | 13 | 76.1  | 49  | 4,95 |
| 2005   | Kansas City   | 49  | 0  | 0  | 0   | 0  | 2  | 0  | 49.2  | 39  | 5,26 |
| 2006   | Kansas City   | 27  | 9  | 0  | 0   | 4  | 6  | 0  | 70.0  | 28  | 5,91 |
| 2006   | Colorado      | 27  | 0  | 0  | 0   | 4  | 2  | 1  | 27.1  | 20  | 6,91 |
| 2007   | Colorado      | 75  | 0  | 0  | 0   | 4  | 3  | 0  | 59.0  | 46  | 3,51 |
| 2008   | Cincinnati    | 74  | 0  | 0  | 0   | 1  | 1  | 0  | 78.1  | 80  | 3,33 |
| 2009   | San Francisco | 74  | 0  | 0  | 0   | 2  | 2  | 0  | 62.1  | 55  | 1,73 |
| 2010   | San Francisco | 53  | 0  | 0  | 0   | 4  | 3  | 4  | 50.0  | 44  | 4,14 |
| Totaux | Totaux        | 487 | 42 | 0  | 0   | 32 | 33 | 22 | 676.2 | 526 | 4,26 |

| Saison | Équipe        | G  | GS | CG | SHO | V | D | SV | IP  | SO | ERA  |
| ------ | ------------- | -- | -- | -- | --- | - | - | -- | --- | -- | ---- |
| 2007   | Colorado      | 7  | 0  | 0  | 0   | 0 | 0 | 0  | 5.1 | 4  | 1,69 |
| 2010   | San Francisco | 5  | 0  | 0  | 0   | 0 | 0 | 0  | 4.0 | 4  | 4,50 |
| Totaux | Totaux        | 12 | 0  | 0  | 0   | 0 | 0 | 0  | 9.1 | 8  | 2,89 |

Note : G = Matches joués ; GS = Matches comme lanceur partant ; CG = Matches complets ; SHO = Blanchissages ; 
V = Victoires ; D = Défaites ; SV = Sauvetages ; IP = Manches lancées ; SO = Retraits sur des prises ; ERA = Moyenne de points mérités.